# Setifis
Setifis o Sitifis (amazic: Sṭif) fou una ciutat romana del nord-est d'Algèria. Fou capital de la província romana de Mauritània Sitifense, i correspon a l'actual Sitifis de la província homònima (Algèria).

## Història
Sitifis es deia oficialment Colònia Augusta Nerviana Martialis Veteranorum Sitifensium, i des de l'època de Dioclecià (293) fou la capital de la Mauritània Sitifense (en l'actual Algèria). Hui els vestigis del segle iii i segle iv contenen les muralles, el temple, el circ, el mausoleu i la fortalesa romana d'Orient Escipió. Molts objectes arqueològics de Sitifis es mostren en el museu arqueològic de la ciutat.

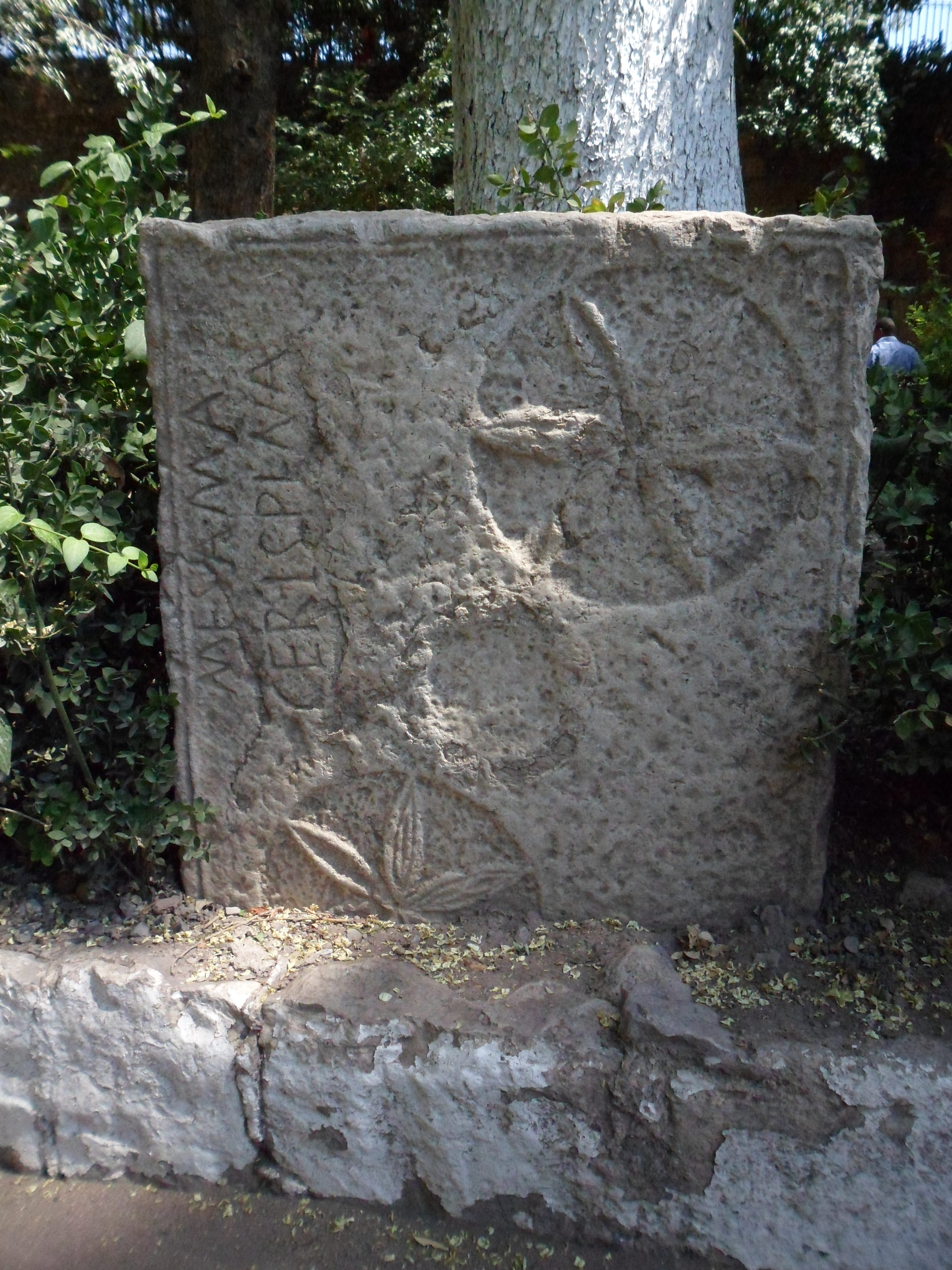
Pedres romanes amb paraules en llatí als jardins de Sitifis

El nom de la ciutat és d'origen numidi i en amazic significa 'negre' (aseṭṭaf). La ciutat actual la fundaren els francesos sobre les ruïnes de l'antiga.
Setifis (o Sitifis) la fundaren el 97 els romans, durant el regnat de Nerva, com a colònia de veterans romans. Tot i no conéixer-se edificis d'aquest període, un cementeri excavat en la dècada del 1960 sembla que contenia tombes de la colònia primerenca.

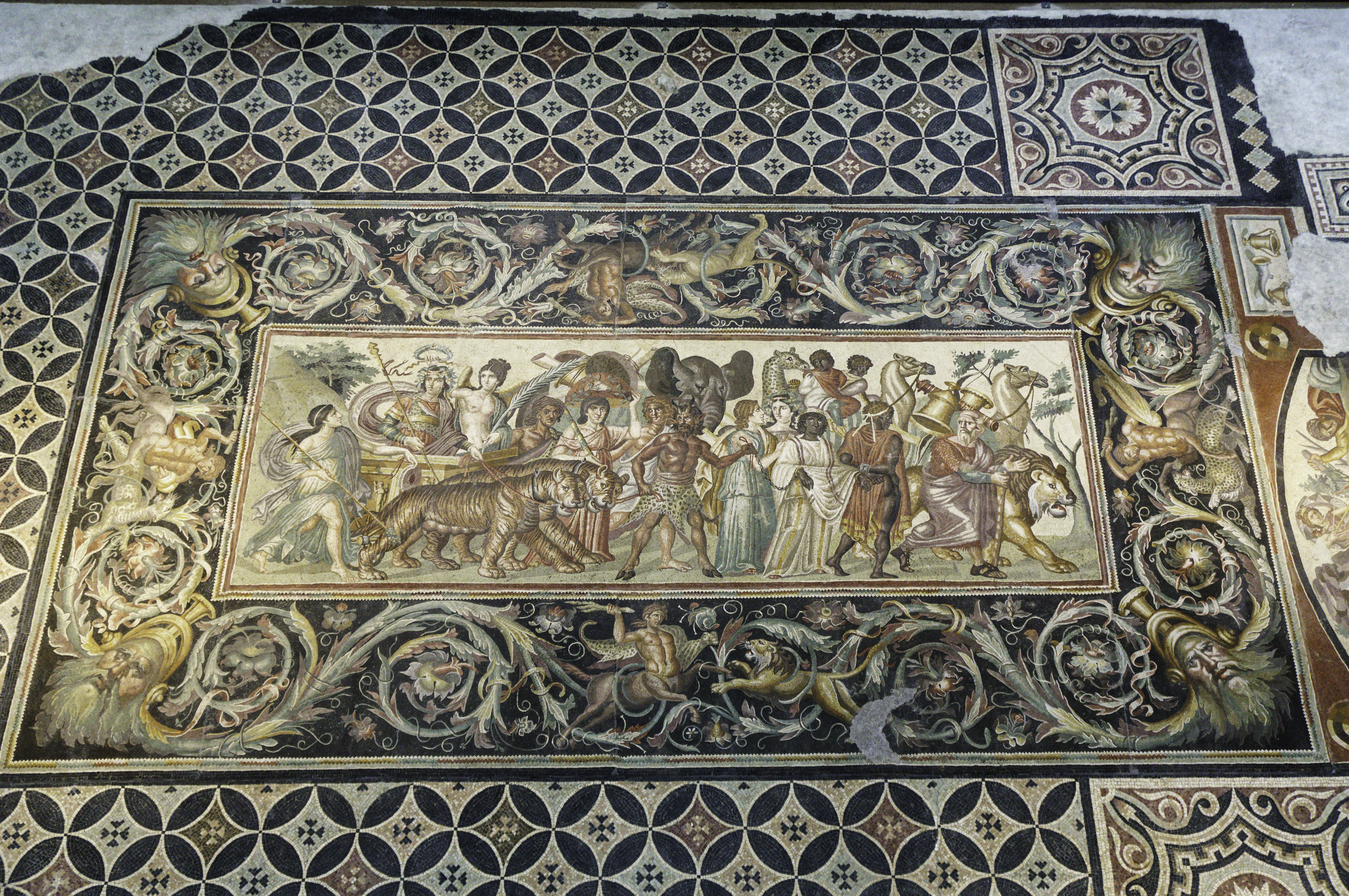
Mosaic de les Termes de Sitifis (al Museu de Sitifis)

A mesura que la ciutat creixia, al voltant del 297, es va establir la província de Mauritània Sitifense, amb Sitifis com a capital. S'hi va construir un edifici de banys romans, decorat amb fins mosaics: la restauració del segle V tenia una cambra freda (frigidarium) pavimentada amb un gran mosaic amb el naixement de Venus.
Tot i que no se sap què succeí sota el domini dels vàndals, la reconquesta romana d'Orient va portar amb si la construcció d'un important fort, del qual algunes parts encara són dretes. En el segle VI el cristianisme hi va ser la religió principal, amb forta presència del donatisme. Sota domini vàndal, fou la ciutat principal d'un districte anomenat Zaba. Continuà sent la capital d'una província (anomenada Mauritània Prima) sota domini romà d'Orient i era un lloc d'importància estratègica. L'àrea restà sota control romà d'Orient durant un breu període, amb la introducció de doctrines ortodoxes en les principals ciutats donatistes i catòliques de l'Exarcat d'Àfrica.
En el 647 es feu la primera expedició musulmana a Àfrica i, a la fi d'aquest segle, la zona començà a ser conquistada. De fet, Uqba ibn Nafi destruí parcialment Sitifis en una incursió del 680, quan conquistà la propera Saldes (actual Bugia), mentre lluitaven per arribar a l'Atlàntic. L'era romana d'Orient de Sitifis havia acabat. L'any 702 l'àrea havia estat conquistada pel califat Omeia.
En el segle viii, la regió es va convertir a la fe islàmica. Es coneix poc de la ciutat islàmica primitiva, però en el segle x la zona exterior de la fortalesa estava habitada: al lloc dels banys romans s'excavaren més de dotze cases amb grans patis envoltats d'habitacions. A mitjan segle xi, aquest desenvolupament es deturà de colp i es va construir una muralla defensiva al voltant de la ciutat.
L'historiador Lleó l'Africà assegura que una gran ona destructiva va seguir la invasió dels Banu Hilal poc després.
No se sap més del que devia ser el Setifis romà fins que les ruïnes de la ciutat foren utilitzades per l'exèrcit francés (que construí la seua fortalesa allí el 1848, utilitzant la línia de la muralla medieval i la fortalesa romana d'Orient).

## Arquitectura romana

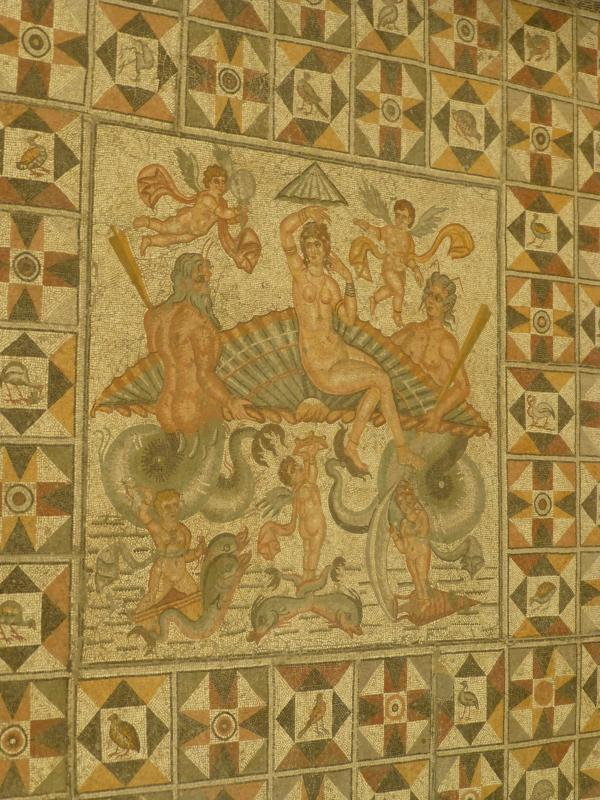
Mosaic romà amb Venus, al Museu de Setifis

Al nord-oest de la ciutat es construïren dues grans basíliques cristianes a finals del segle iv, decorades amb nous i esplèndids mosaics, i en aquesta època s'hi fundà un bisbat.
La ciutat tenia una casa de banys i fortificacions. S'hi feren inscripcions als emperadors, una pràctica que desaparegué al segle iv amb el cristianisme.
La ciutat també tenia un circ; per fotografies aèries antigues se sap que el 90% del circ ara té construccions al damunt. Només la banda sud, corba, roman visible. La pista en forma de O era de 450 m de llarg i 70 m d'ample.

## Bisbat
La ciutat també fou centre d'una diòcesi, que desaparegué amb la invasió islàmica, però continua sent una seu titular fins hui.